# Bienvenue à Beverly Hills
Bienvenue à Beverly Hills (ou en version originale We're Not in Kansas Anymore ou encore Pilot) est le premier épisode de la série télévisée 90210 Beverly Hills : Nouvelle Génération série dérivée de Beverly Hills 90210. L'épisode est diffusé pour la première fois le 2 septembre 2008 aux États-Unis sur The CW et au Canada sur Global,. Le pilote est écrit par Gabe Sachs, Jeff Judah et Rob Thomas, et réalisé par Mark Piznarski. L'épisode est diffusé le même jour que Jet Set, le deuxième épisode durant la soirée de lancement.
L'épisode présente la Famille Wilson, composée de Annie Wilson, interprétée par Shenae Grimes, et Dixon Wilson, interprété par Tristan Wilds, le père, Harrison « Harry » Wilson, interprété par Rob Estes, et la mère, Debbie Wilson, interprétée par Lori Loughlin. La famille, arrivant du Kansas, s'installe chez Tabitha Wilson, la grand-mère paternelle qui a des problèmes d'alcool, interprétée par Jessica Walter. Annie et Dixon doivent s'adapter à leur nouvelle vie imposée par leurs parents tout en se faisant de nouveaux amis.
Le développement de 90210 est annoncé le 13 mars 2008. Quatre jours après, il y a une fuite du scénario du pilote écrit par Rob Thomas. Thomas annonce quelque temps après qu'il a quitté le projet de la série, et qu'il est remplacé à l'écriture d'un nouveau script par Gabe Sachs et Jeff Judah. La distribution des rôles commence avant que le scénario ne soit fini, quelques membres de la distribution originale de Beverly Hills 90210 sont approchés et certains acceptent de faire une apparition dans la série dérivée. La réception de l'épisode est mitigée, un critique explique que « ce n'est pas la meilleure série mais ce n'est pas le plus mauvais des drames adolescents », poursuivant par le fait que « le nouveau 90210 a une base solide, mais que la rupture avec le vieux 90210 peut perturber les fans ».

## Résumé de l'épisode
Cette partie a été rédigée avec l'aide de plusieurs références,,
La famille Wilson — composée des parents Harry et Debbie, de la fille Annie et du fils adoptif Dixon — arrive du Kansas en monospace dans la propriété californienne de Tabitha Wilson, la mère d'Harry, où la famille prendra soin de la grand-mère paternelle qui a des problèmes d'alcoolisme et qui n'apprécie pas vraiment sa belle-fille Debbie. Annie et Dixon parlent de ce qu'ils vont faire durant leur premier jour au lycée West Beverly Hills High, où leur père, Harry, devient le nouveau principal. Annie espère revoir un ami, Ethan Ward, avec qui elle avait fait connaissance deux étés auparavant. Quand elle arrive à l'école le jour suivant, Annie voit Ethan dans sa voiture tandis qu'une lycéenne est en train de lui faire une fellation.
Dixon se rend à la classe de journalisme où il rencontre Navid Shirazi. Pendant ce temps-là, Annie se dirige vers son cours d'anglais donné par le professeur Ryan Matthews. Celui-ci demande alors à Naomi Clark de servir de guide à Annie. À la fin du cours, Naomi explique à Annie que son emploi du temps est essentiellement pris à préparer son propre anniversaire. Elle rajoute qu'elle est la petite-amie d'Ethan et lui présente sa meilleure amie, Adrianna Tate-Duncan, qui tient le rôle principal de la pièce de théâtre du lycée. Annie, également actrice, est peinée que les auditions de la pièce de théâtre soient terminées, mais Adrianna estime qu'elle aurait de toute façon plus sa place en coulisses. Plus tard, Adrianna prend des pilules provenant d'un trafiquant de drogue qui accepte de se faire payer un autre jour.
Annie promet à Ethan de taire l'épisode de la voiture, puis rencontre Erin Silver à midi. Naomi écarte Annie de Silver, pour lui expliquer qu'elle se sert de YouTube pour offenser. Naomi invite Annie à sa fête d'anniversaire, et toutes deux partent faire les boutiques. Le principal Wilson, la conseillère d'orientation Kelly Taylor et le professeur Matthews rencontrent les parents de Naomi. Ceux-ci estiment que Matthews pourrait donner à leur fille un délai pour rendre son devoir d'anglais, en raison de sa prochaine fête d'anniversaire. Avant que la mère de Naomi, Tracy Clark, ne parte, elle rappelle à Harry qu'ils étaient en couple durant le lycée. Naomi reçoit un SMS de sa mère, lui expliquant qu'elle doit finir son devoir pour le lendemain. Annie se rappelle avoir fait un devoir similaire à son ancien lycée et propose à Naomi de lui faire une copie pour s'en inspirer.
Dixon est accepté dans l'équipe de crosse ; George Evans provoque Dixon, ce qui déclenche une dispute. Annie raconte à Dixon qu'elle est invitée à la fête d'anniversaire de Naomi et qu'Ethan trompe cette dernière.
Le lendemain, Annie découvre que Silver a posté une vidéo sur son blog la décrivant comme une fermière. Elle défie Silver, qui s'est sentie insultée de sa décision de la quitter pour aller avec Naomi. Silver est réprimandée par Kelly Taylor, qui s'avère être sa demi-sœur. Par la suite, Silver explique à Annie que Naomi a fait une chose horrible dans le passé. C'est pour cela qu'elle a fait une vidéo sur Annie.
Ethan est forcé par les membres de l'équipe de crosse de mentir en expliquant que Dixon a déclenché la dispute durant l'entraînement, Dixon est exclu de l'équipe. Annie demande à Ethan où est passé l’Ethan qu'elle avait rencontré deux ans plus tôt. En classe, Naomi rend l'exacte copie du devoir d'Annie. Par la suite, Naomi demande à Annie de l'excuser pour avoir plagié son devoir en lui offrant une robe. Annie va assister à la répétition de la pièce de théâtre, où Silver pour se faire pardonner demande au professeur de laisser Annie chanter avec Adrianna. Annie est autorisée à chanter le refrain de la chanson au grand dam d'Adrianna. Matthew découvre que Naomi a triché, en tapant des phrases sur un moteur de recherche. Le moteur de recherche fait ressortir qu'il s'agit du devoir d'Annie publié sur le site internet de son ancien lycée. Harry Wilson oblige Naomi à faire le devoir dans son bureau. Ethan se dispute avec Georges et dit la vérité permettant ainsi à Dixon d'être réintégré dans l'équipe de crosse. Dixon explique à Annie qu'il se sent mal étant donné qu'il a envoyé un SMS à Naomi expliquant qu'Ethan l'avait trompée pour se venger du fait qu'Ethan avait menti à l'entraîneur.
Harry et Debbie punissent Annie d'avoir aidé Naomi à tricher, la privant de sortie, avant de décider finalement de l'autoriser à s'y rendre. Cependant elle a fait le mur. Harry va à la fête d'anniversaire pour trouver Annie, mais Tracy, la mère de Naomi, l'interpelle avant qu'il ne retrouve sa fille. Elle lui révèle qu'ils ont un fils tous les deux et qu'elle l'a fait adopter. Adrianna vole de l'argent à Naomi. Naomi regarde ses SMS et apprend qu'Ethan l'a trompée. Naomi demande à Ethan si c'est la vérité et, comme il ne lui répond pas, elle quitte la fête. Annie part avec Silver pour une autre fête sur la plage où elle s'excuse auprès d'Ethan d'avoir révélé qu'il avait trompé Naomi. Quand Annie demande à Ethan pourquoi il a dit la vérité sur la bagarre, il lui explique qu'il cherche à être le bon gars qu'il avait l'habitude d'être. Annie, Silver, Dixon et Navid finissent la soirée à la plage. Kelly parle au téléphone au père de son fils de quatre ans. Adrianna paye le trafiquant de drogue avec l'argent volé à Naomi. Ethan se dirige vers la maison de Naomi.

## Fiche technique
La fiche technique est issue de l'Internet Movie Database.
- Titre original : We're Not in Kansas anymore
- Réalisation : Mark Piznarski
- Scénario : Gabe Sachs et Jeff Judah, Rob Thomas (scénario d'origine)
- Photo : Victor Hammer (directeurs de la photographie)
- Décors : Jim Mees
- Musique : Marc Dauer, Evan Frankfort, Liz Phair
- Montage : Avi Youabian
- Production : Howard Grigsby (producteur), Jeff Judah, Mark Piznarski, Gabe Sachs, Rob Thomas (producteurs délégués), Wendey Stanzler (producteur), JoAnne McCool (producteur associé)
- Société de production : Sachs/Judah Productions et CBS Productions
- Pays :  États-Unis
- Genre : drame
- Durée : 42 minutes

## Production

### Développement
Le 13 mars 2008, il est annoncé que The CW développe une série dérivée de Beverly Hills 90210, qui était diffusée sur la FOX d'octobre 1990 à mai 2000. Le projet a vite été mis en marche par la chaîne qui commande le tournage d'un pilote à la fin du mois de mars 2008. Le créateur de la franchise Beverly Hills est Darren Star, mais ce dernier annonce ne pas faire partie de ce projet. La première série était produite par Aaron Spelling, décédé en 2006. Rob Thomas, le créateur de la série Veronica Mars était en pourparlers pour l'écriture du scénario et Mark Piznarski pour la réalisation.
Des détails du scénario écrit par Thomas sont divulgués le 17 mars 2008, contenant des informations sur le synopsis et sur les personnages de la série. La famille Wilson ressemble à la famille Walsh dans la série d'origine : une famille avec deux adolescents qui ont quitté le Midwest des États-Unis pour Beverly Hills. Pour refléter la situation des établissements scolaires de Beverly Hills, où près de 40 % des étudiants sont des descendants persans, le personnage de Navid Shirazi est créé. Thomas a l'intention de mettre le Peach Pit dans la série, bien qu'il n'apparaisse pas dans le pilote. Il envisage également de faire travailler les enfants de la famille Wilson dans une salle de cinéma, ne voulant pas que les enfants utilisent la carte de crédit des parents. Thomas avait planifié la réintroduction d'un personnage de la distribution originale, mais n'a pu le rencontrer pour discuter du rôle. Il révèle plus tard, que les producteurs voulaient voir apparaître dans la série « autant que possible des membres de la distribution » de la série originale, mais qu'il était prudent de ne pas les faire « apparaître tous dès le pilote ».
Finalement, le 14 avril 2008, Thomas annonce qu'il quitte le projet pour se concentrer sur deux projets de pilotes pour ABC. Gabe Sachs et Jeff Judah sont embauchés comme nouveaux producteurs exécutifs et travaillent sur une nouvelle version du scénario en avril 2008. Sachs dit que Thomas avait écrit un « bon scénario » et que la nouvelle version était plus « incisive ». Judah et Sachs veulent un scénario le plus réaliste, de vrais personnages, et des histoires d'amour. Cela permet que le téléspectateur s'identifie aux problèmes que des personnages pour rendre la série sincère, sentimentale mais aussi comique. Le duo s'est concentré sur plusieurs petites histoires en parallèle, présentant ainsi de nombreux personnages. Ils changent également le nom de la famille Wilson qui dans le scénario de Thomas se prénommait Mills. Sachs et Judah imaginent des parents contemporains. Comme les producteurs sont tous deux pères, ils ont conçu le nouveau script pour inclure plus d'histoires d'adultes et un point de vue sur la parentalité. Judah se concentre sur la façon dont la famille Wilson maintient ses objectifs moraux depuis l'emménagement à Beverly Hills, et la façon dont les parents s'occupent de leurs adolescents.

### Distribution

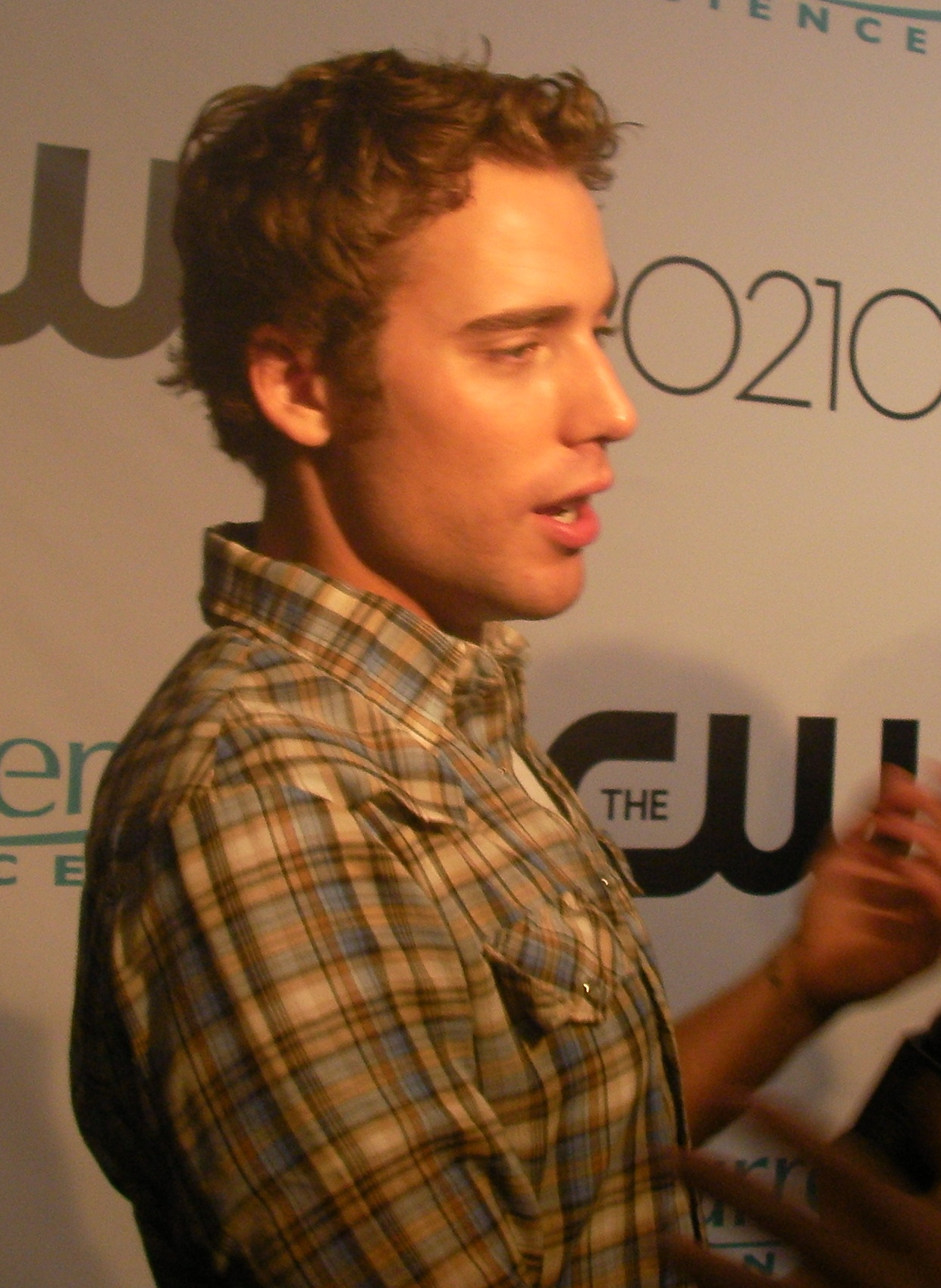
Dustin Milligan est le premier acteur à être choisi.

Le 13 mars 2008, Kristin Dos Santos de E! confirme que la série sera une série dérivée et non un remake. Afin que le projet soit prêt pour la semaine de présentation, la distribution des rôles commence avant que le scénario ne soit fini. Le premier acteur à être retenu est Dustin Milligan le 1er avril 2008, pour le rôle d'Ethan Ward, suivi par AnnaLynne McCord le 14 avril 2008, pour le rôle de Naomi Clark. Sachs trouve Milligan « réellement marrant » et change la personnalité d'Ethan, son personnage, pour mieux coller à sa personnalité. Selon Sachs, McCord a été castée car « elle a quelque chose de mondain, et elle est sophistiquée ce qui la rend intéressante ». L'actrice et chanteuse Hilary Duff aurait été pressentie pour le rôle d'Annie Wilson, mais elle explique que cela « n'est pas vrai ». Le rôle est alors décroché par Shenae Grimes, qui explique avoir regardé la série originale quand elle était plus jeune. Sachs et Judah connaissaient le travail de Grimes et savaient qu'« elle avait les capacités » de jouer le rôle. Sachs précise qu'elle « peut jouer, elle est belle, et elle peut donner un côté incisif ».
Lori Loughlin est sélectionnée pour le rôle de Debbie Wilson. Pour Sachs, Loughlin a compris le rôle immédiatement. Les producteurs sont devenus fan de Jessica Walter après l'avoir vue dans Un frisson dans la nuit. Sachs décrit Ryan Eggold, qui interprète Ryan Matthews, comme un « acteur sophistiqué, et aussi très marrant ». Sachs pense que lorsque Eggold sera à l'écran, « les téléspectateurs diront Wow! ».
Les producteurs, pour le rôle de Silver, voulaient une actrice qui puisse représenter un gamin bizarre allant « à son propre rythme ». Sachs explique que Jessica Stroup s'est présentée dans une tenue « bohème et excentrique » avec « un bandana » dans les cheveux. Les producteurs, fans de Tristan Wilds dans la série télévisée Sur écoute, espéraient l'embaucher pour jouer le rôle de Dixon. Michael Steger, qui interprète Navid, « est juste génial », expliquent les producteurs. Le dernier acteur à rejoindre la distribution est Rob Estes, il jouait dans la première série dérivée Melrose Place. Estes est contacté par The CW pour interpréter le rôle d'Harry mais étant déjà pris sur la série Women's Murder Club, il refuse. Finalement cette série est annulée, il rejoint alors la distribution,.
À la suite de nombreuses rumeurs sur le retour d'acteurs de la première série, The CW confirme que Shannen Doherty, Jennie Garth, Tori Spelling et Joe E. Tata seront de retour dans des rôles récurrents dans la peau des personnages qu'ils interprétaient. Sachs connaît bien Garth et lui parle d'un rôle possible dans la série. Celle-ci accepte de participer à la série avant même d'avoir lu le script et obtient un rôle récurrent,. Doherty décide de rejoindre le casting après avoir parlé avec Sachs, mais sa première apparition ne se fait que dans le second épisode finalement. Sachs explique que le casting de Tata est accidentel ; un ami lui a dit qu'il avait vu Tata dans un magasin, ce qui l'a conduit à lui offrir un rôle récurrent dans la série. Tata était en extase à cette idée et a accepté, explique Sachs. Après avoir lu le script, Spelling est intéressé par un retour de son personnage, les scénaristes décident de donner à son personnage sa propre ligne de vêtements. L'apparition de Spelling était prévue pour le premier épisode mais pour des raisons personnelles et à cause de la naissance de sa fille, elle opte pour une apparition plus tardive dans la saison. Le 11 août 2008, il est rapporté que Spelling a refusé de revenir dans la série à la suite du fait que son cachet était inférieur à celui de Garth et Doherty. Spelling demande que son salaire de 20 000 dollars américains par épisode soit revu à la hausse — entre 40 000 et 50 000 dollars US par épisode — mais elle nie avoir quitté la série pour cette raison.
Liste de la distribution
| Acteur           | Personnage           |
| ---------------- | -------------------- |
| Rob Estes        | Harry Wilson         |
| Shenae Grimes    | Annie Wilson         |
| Tristan Wilds    | Dixon Wilson         |
| AnnaLynne McCord | Naomi Clark          |
| Dustin Milligan  | Ethan Ward           |
| Ryan Eggold      | Ryan Matthews        |
| Jessica Stroup   | Erin Silver          |
| Michael Steger   | Navid Shirazi        |
| Lori Loughlin    | Debbie Wilson        |
| Jessica Walter   | Tabitha Wilson       |
| Jessica Lowndes  | Adrianna Tate-Duncan |

### Tournage
The CW annonce le 11 mai 2008, un jour avant la présentation de la grille des programmes de la saison 2008-2009 que la série sera programmée dès septembre 2008. Le tournage du pilote commence début juin 2008 à Los Angeles à Torrance High School, qui sert de décors naturels dans la série originale et dans le spin-off. Le tournage se déroule également dans d'autres lycées de Torrance et de El Segundo, bien que les scènes de l'auditorium soit tournées dans le Torrance High School grâce à son grand auditorium. Judah annonce alors que le Peach Pit sera de retour comme un coffeehouse plutôt qu'un diner. Le tournage s'est également déroulé dans le quartier de Bel-Air et dans la boîte de nuit d'Hollywood le Boulevard3. Une semaine avant la diffusion du pilote, des scènes sont retournées, d'autres ajoutées.

### Musique
La liste des chansons est issue de l'Internet Movie Database.
- Beat Control de Tilly and the Wall
- California Bound de Carolina Liar
- Chasing Pavements de Adele
- Don't Let Me Fall de Lenka
- Last Day of Your Life de Glass Pear
- Pot Kettle Black de Tilly and the Wall
- Shut Up and Let Me Go de The Ting Tings
- Time To Pretend de MGMT
- Viva la Vida de Coldplay
- Wannamama de Pop Levi
- What You Got de Colby O'Donis feat. Akon
- Whee Doggie Banjo Bit de Billy Lee Cox
- You're Gonna Go Far, Kid de The Offspring

## Réception

### Diffusion
Avant le début de la diffusion d'une nouvelle série, le pilote est généralement envoyé à des critiques, cependant le 18 août 2008, The CW informe que le pilote sera dévoilé lors de sa diffusion à la soirée de la première, précisant qu'ils ont fait ce choix par rapport à « une stratégie marketing de ne pas diffuser le screener de 90210 Beverly Hills : Nouvelle Génération et ce pour aucun média avant la soirée de la première. ». Oscar Dahl de BuddyTV spécule sur cette décision pensant que cela révélerait la faible qualité de l'épisode. En fait, l'épisode n'était pas fini pour permettre la diffusion d'un screener. Bienvenue à Beverly Hills est diffusé juste avant Jet Set, a été vu par 4,9 millions de téléspectateurs, durant les 2 heures de diffusion des deux premiers épisodes le 2 septembre 2008. Il s'agit de la plus grosse audience de The CW sur la tranche 18-49 ans de la population aux États-Unis. En comparaison le dernier épisode de la série Beverly Hills 90210 était suivi par 25 millions de téléspectateur en mai 2000.

### Diffusion dans le monde
La série connaît une exploitation internationale, de ce fait l'épisode aussi, il est diffusé pour la première fois aux États-Unis et au Canada en septembre 2008. En Allemagne, l'épisode est diffusé sur ORF 1 le 18 avril 2009.
En France, il est diffusé sur M6 le samedi 5 septembre 2009 et regardé par 1,1 million de téléspectateurs. En Italie, le premier épisode est diffusé le 8 juin 2009 sur Rai Due, il est directement suivi du deuxième épisode, comme aux États-Unis.
| Pays            | Chaîne de télévision          | Date              | Audience  | Titre                       | Références |
| --------------- | ----------------------------- | ----------------- | --------- | --------------------------- | ---------- |
| États-Unis      | The CW                        | 2 septembre 2008  | 4 900 000 | We're not in Kansas anymore | ,          |
| Canada          | Global                        | 2 septembre 2008  | 993 800   | We're not in Kansas anymore | ,          |
| Allemagne       | ORF 1                         | 18 avril 2009     |           |                             | [ 36 ]     |
| Suisse          | TSR1                          | 23 août 2009      |           |                             | [ 6 ]      |
| Québec          | VRAK.TV                       | 26 août 2009      |           |                             | [ 41 ]     |
| France          | M6                            | 5 septembre 2009  | 1 100 000 | Bienvenue à Beverly Hills   | [ 37 ]     |
| Belgique        | RTL-TVI                       |                   |           |                             | ,          |
| Royaume-Uni     | Channel 4                     | 13 septembre 2009 |           |                             | ,          |
| Italie          | Rai Due                       | 8 juin 2009       |           | Vita nuova                  | ,          |
| Espagne         | Telecinco                     | 17 mai 2009       |           |                             | ,          |
| Pays-Bas        | Net 5                         | 9 janvier 2009    | 430 000   |                             | [ 50 ]     |
| Irlande         | RTÉ Two                       | 5 février 2009    |           |                             | ,          |
| Hongrie         | TV2                           | 26 juin 2009      |           |                             | [ 53 ]     |
| Amérique latine | Sony Entertainment Television | novembre 2008     |           | We're not in Kansas anymore |            |
| Portugal        | Fox Life                      | 25 février 2009   |           | We're not in Kansas anymore | ,          |
| Australie       | Ten                           | 8 septembre 2008  | 837 000   | We're not in Kansas anymore | [ 56 ]     |

### Critiques

Jessica Walter lors de la première de la série.